# Hernán Pérez del Pulgar
Hernán Pérez del Pulgar y García Osorio (Ciudad Real, 27 de julio de 1451- Loja, Granada, 12 de agosto de 1531), primer Señor de la fortaleza de Salar, caballero Continuo de la casa real (así aparece en un documento que se conserva en el Archivo General de Simancas titulado Continuos de 481), capitán del ejército castellano natural de Ciudad Real (Reino de Castilla) que sobresalió durante la Guerra de Granada, ganándose el favor de la reina Isabel la Católica y cobrando gran fama en todo el reino.
En vida fue conocido por el apodo Alcaide de las Hazañas o simplemente El de las Hazañas, y su lema, forjado sobre la superficie de su escudo, rezaba Tal debe el hombre ser como quiere parecer. Este lema sustituyó al lema familiar antiguo "El Pulgar, Quebrar y no doblar". El escudo nobiliario de los Pérez del Pulgar está formado por un león coronado que lleva una lanza en las garras con una bandera blanca y con un “Ave María” escrito en ella y flanqueado por once castillos como representación de los once alcaides granadinos derrotados hasta entonces por Pérez del Pulgar.
Descendía por el lado paterno de un antiguo solar en el Principado de Asturias, lugar de La Cortina, del Concejo de Lena, cuyos poseedores siempre fueron reconocidos y estimados por Caballeros y principales Señores. Conviene no confundirlo con el historiador Hernando del Pulgar, otro castellano de la misma época.

## Primeros años

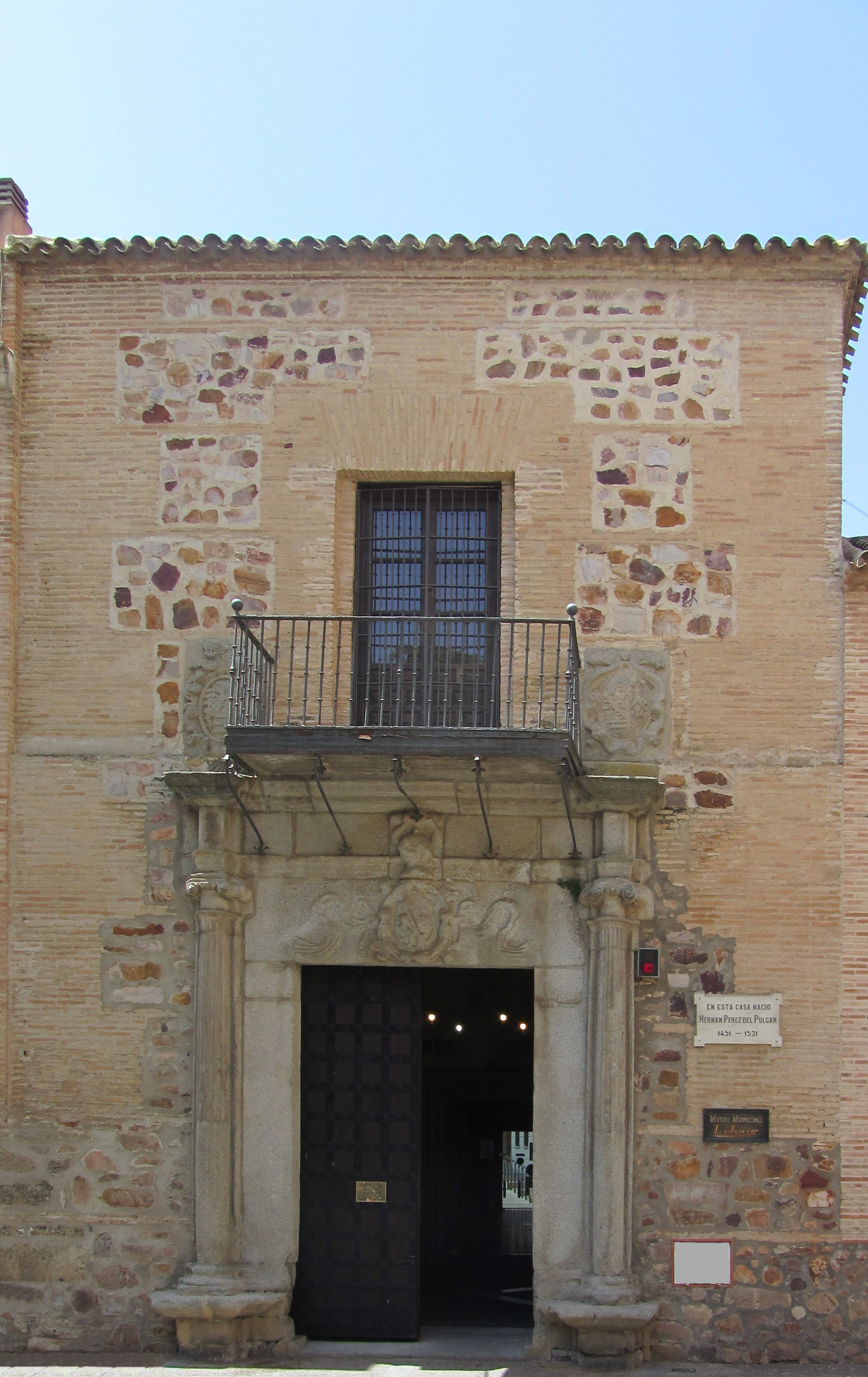
Casa natal de Hernán Pérez del Pulgar en Ciudad Real.

Nació en Ciudad Real el 27 de julio de 1451, en una casa que todavía se conserva y acoge en la actualidad el Museo López Villaseñor. Hijo de Rodrigo Pérez del Pulgar y Poblete, y de Constanza García Osorio y Cárdenas, Hernán Pérez del Pulgar era pariente próximo de Alonso de Cárdenas, maestre de Santiago, y de Gutierre de Cárdenas, comendador mayor de León, y es bautizado en la cercana iglesia de Santa María la Mayor, hoy catedral. Su registro bautismal se conserva en la parroquia de La Merced, sita muy cerca de aquella. De su infancia y adolescencia se conoce poco, pero lo suficiente como para decir que desde joven fue muy diestro en el manejo de las armas. Participó como escudero en la guerra contra Portugal, que apoyaba a Juana la Beltraneja en su pretensión al trono castellano en lugar de Isabel la Católica. 

## La Guerra de Granada
Su arrojo y valentía durante la guerra de conquista del Reino de Granada le valen los títulos de gentilhombre y continuo de la Casa Real en 1481. En 1482, sitiado junto al futuro duque de Cádiz en Alhama de Granada por las tropas musulmanas, protagoniza una arriesgada operación en la que logra eludir el cerco y llegar hasta Antequera para pedir auxilio, evitando la pérdida de Alhama, estratégicamente situada en el centro del antiguo Reino Nazarí. En 1486 los Reyes Católicos le nombran, por medio de una Real Cédula, capitán general de Alhama.
Poco después conquista el castillo de Salar, estratégicamente situado en el camino entre Loja y Granada, con una fuerza de sólo ochenta hombres. En 1679 este hecho sería recordado con la creación del marquesado de Salar, a petición de la propia ciudad de Granada. Le fue otorgada la Grandeza de España el 19 de noviembre de 1834. Llamado por el propio rey Fernando el Católico, participa en la toma de Vélez-Málaga y en la batalla de Bentomiz.

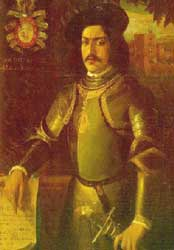
Hernán Pérez del Pulgar.

Fue nombrado emisario del trono castellano en las negociaciones de rendición de la ciudad de Málaga. Más tarde tomó Baza y dio muerte durante la conquista a Aben-Zaid, el comandante del ejército granadino. Esta última acción le valió el título de caballero por parte del rey Fernando y la concesión de un escudo nobiliario, «El de los Pulgares», compuesto por un león coronado, en gules sobre fondo azul, el cual lleva una lanza en las garras con una bandera blanca en su punta con «Ave María» escrito en ella. Flanquean a la bestia once castillos como representación de los once alcaides granadinos derrotados hasta entonces por Pulgar y el lema «Tal debe el hombre ser como quiere parecer».

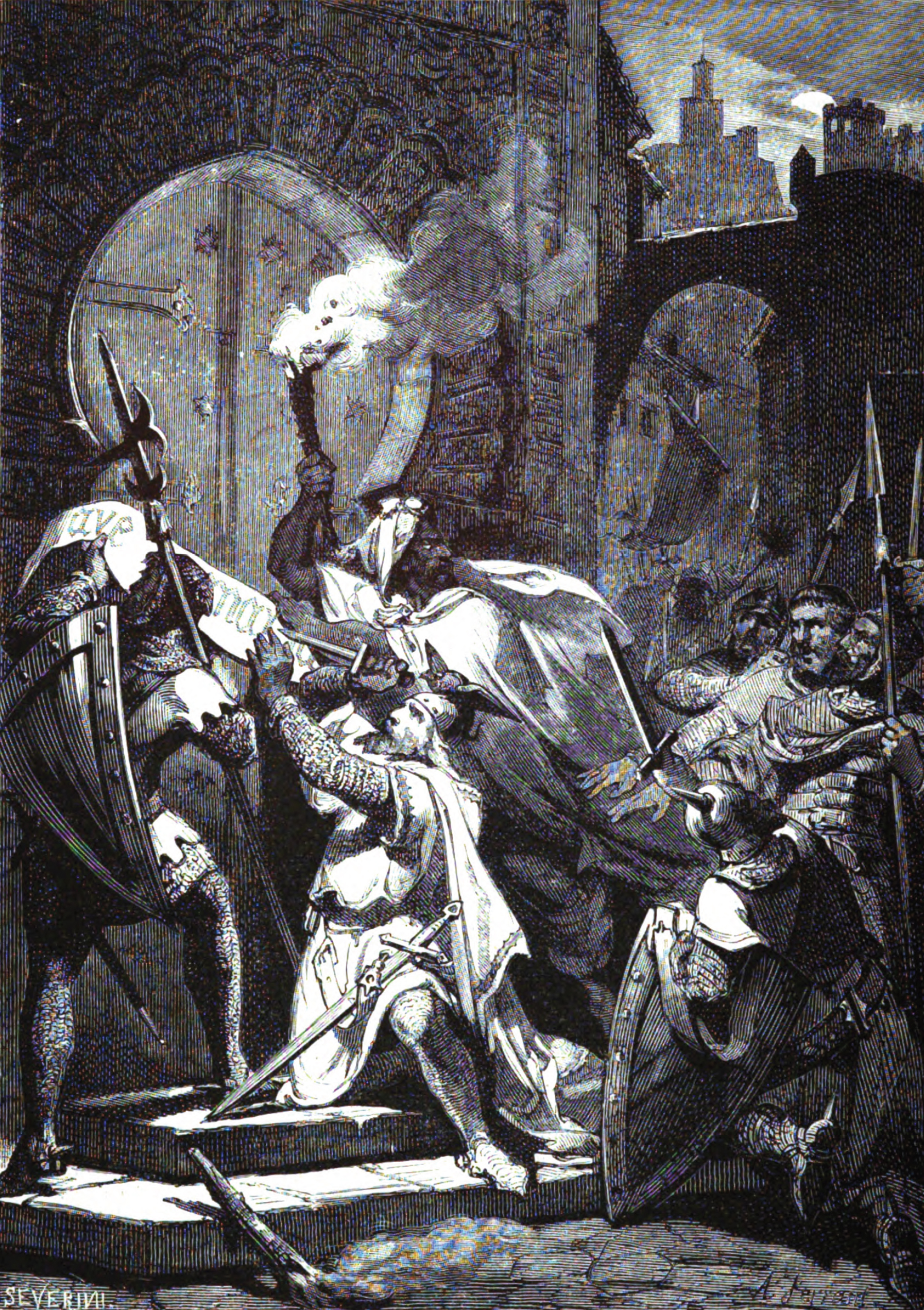
Interpretación decimonónica de la acción de Pérez del Pulgar. Pintura y dibujo de Alejandro Ferrant, grabado de Severini.

Fue un maestro de la guerra psicológica. Cuando, en 1490, se encontraba asediado por las tropas de Boabdil en Salobreña y los pozos de agua de la ciudad habían sido agotados, se negó a aceptar la orden de rendición del rey musulmán y selló esta decisión arrojando desde lo alto de las murallas el último cántaro de agua. Ganó la batalla subsiguiente y rompió el asedio granadino. Ese mismo año, acompañado de sólo quince caballeros y su escudero Pedro, se infiltró durante la noche en la propia ciudad de Granada cerca de la torre de Bib-Altaubin y consiguió recorrer la ciudad sin ser descubierto hasta llegar a la mezquita principal. Aunque no pudo incendiarla, como tenía previsto inicialmente, clavó sobre la puerta principal un cartel, escrito por el propio Pulgar, donde se podía leer el Ave María y a continuación la frase «Sed testigos de la toma de posesión que realizó en nombre de los reyes y del compromiso que contraigo de venir a rescatar a la Virgen María a quien dejó prisionera entre los infieles». Tras esto se dirigió a la Alcaicería y le prendió fuego, saliendo a su encuentro la guardia granadina, a la que derrotó en su propia ciudad a pesar de su aplastante inferioridad numérica. Aprovechó entonces la confusión para escapar hasta el río Genil y luego al campamento real de Santa Fe, donde la hazaña le valió la concesión de otro castillo más en su escudo y el derecho a ser enterrado en la futura catedral de Granada, que sería construida sobre la antigua mezquita.

## Últimos años

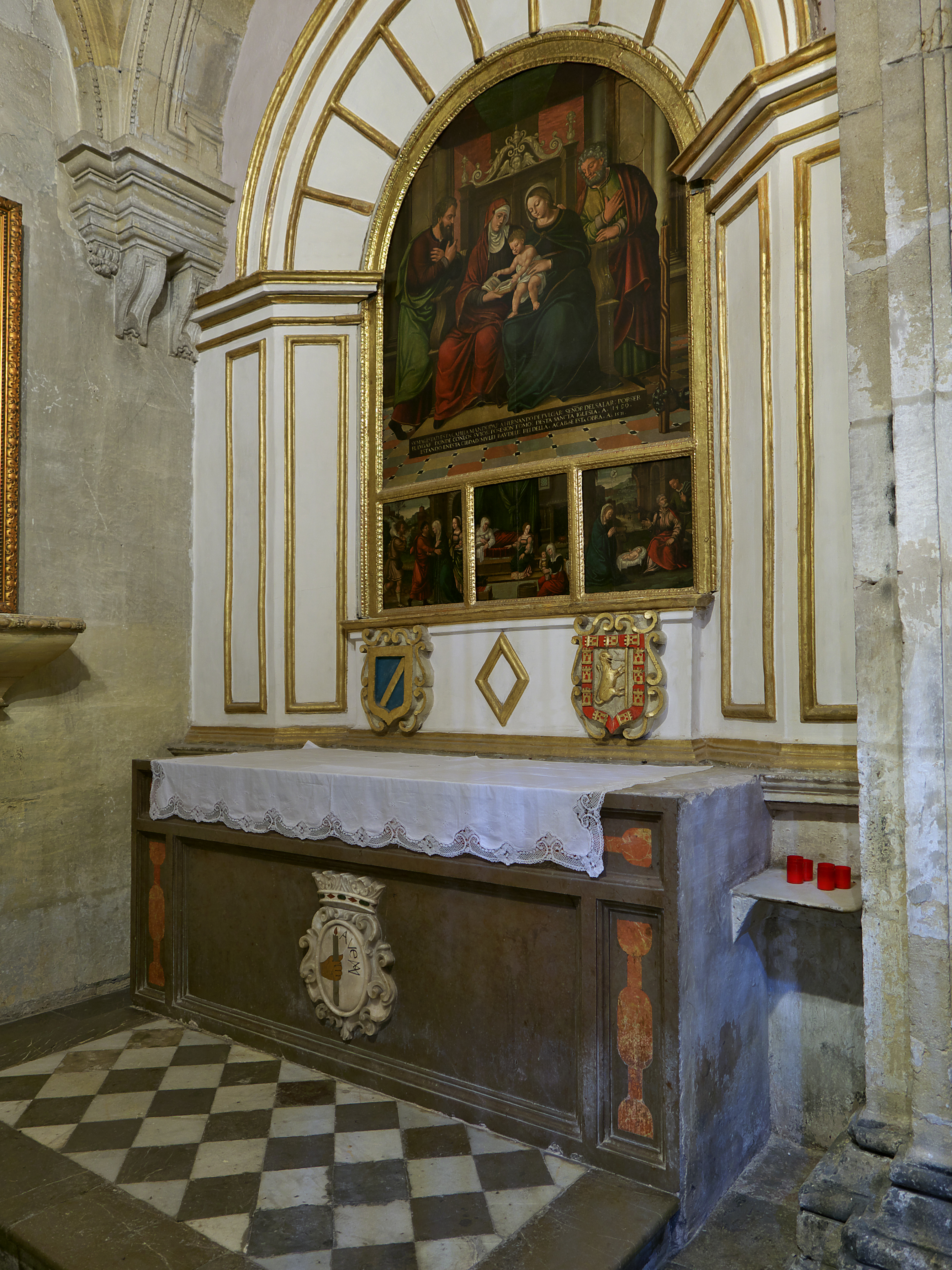
Capilla funeraria en la iglesia del Sagrario de Granada.

En 1506 moría su primera esposa, Francisca Montes de Isla, hija de un jurado de Alhama, con la que tuvo una hija, María, que casó con el regidor granadino Rodrigo de Bazán. Tras la rendición de Granada en 1492 se instaló en Sevilla, convirtiéndose en historiador y donde se casó en segundas nupcias con la sevillana Elvira de Sandoval, viuda del caballero genovés Marco Catanio, que tenía tierras en el Aljarafe, dándole un hijo varón, Fernando Pérez del Pulgar y Sandoval, y con sesenta y ocho años, contrajo matrimonio con Elvira Pérez del Arca, con quien no tuvo descendencia. Por mandato del emperador Carlos V escribió la Breve parte de las hazañas del excelente nombrado Gran Capitán, sobre las campañas de Gonzalo Fernández de Córdoba en Nápoles. En 1524 volvió a ser llamado por Carlos V, esta vez para dirigir la guerra contra Francia en la frontera pirenaica, y accedió a pesar de tener ya setenta y tres años.
En 1526 cedió su cargo de regidor de Loja y el privilegio de sentarse en el coro de la Iglesia Mayor, concedidos también por los Reyes Católicos, a su hijo Rodrigo de Sandoval. Murió el 11 de agosto de 1531 en Granada, a la edad de ochenta años y fue enterrado en una capilla de la Iglesia del Sagrario de la catedral de Granada. Dicha capilla desde 2021 está dedicada a la Adoración Perpetua, por lo que la figura de Hernán Pérez del Pulgar ha quedado eclipsada y su sepultura permanece oculta.
El Pulgar llegó a convertirse en mito, tanto que llegó a ser mencionado en romances, dichos populares e, incluso, Lope de Vega dedicó una obra a sus extraordinarias proezas, “El cerco de Santa Fe”. En 1834 el escritor Francisco Martínez de la Rosa le hizo protagonista de su novela histórica Hernán Pérez del Pulgar, el de las Hazañas. En 2019, Marta Castro y Roberto García Peñuelas llevaron al cómic la biografía del célebre personaje también bajo el título Hernán Pérez del Pulgar. El de las Hazañas], publicado por la Editorial Serendipia. En enero de 2021, el compositor Francisco J. Rosal Nadales escribió Hazañas, un poema sinfónico en tres secciones en el que homenajea al personaje histórico, la ciudad donde nació y su época.
En la actualidad es uno de los Hijos Ilustres de Ciudad Real, donde tiene dedicada una calle, un instituto de educación secundaria y se conserva su supuesta casa natal, convertida en museo y archivo municipal.